# بيرت باولين
بيرت باولين هو سياسي كندي، ولد في 13 أغسطس 1955 في مونتريال في كندا. انتخب عضو الجمعية التشريعية لنيو برونزويك ‏.